# Гривер-и-Куни, Мартин
Мартин Гривер-и-Куни (исп. Martin Griver y Cuni, 11 ноября 1814 года, Испания — 1 ноября 1886 года, Перт, Австралия) — католический прелат, епископ Перта с 22 июля 1873 года по 1 ноября 1886 год.

## Биография
17 декабря 1847 года Мартин Гривер-и-Куни был рукоположён в священника, после чего служил в епархии Перта.
1 октября 1869 года Римский папа Пий IX назначил Мартина Гривера-и-Куни апостольским администратором епархии Перта и титулярным епископом Тлоса. 12 июня 1870 года состоялось рукоположение Мартина Гривера-и-Куни в епископа, которое совершил Архиепархия Дублинаархиепископ Дублина кардинал Поль Куллен в сослужении с епископом Мельбурна Джеймсом Алипиусом Гулдом и титулярным епископом Антигонеи и апостольским викарием Мыса Доброй Надежды Западной Провинции Томасом Гримли.
22 июля 1873 года Римский папа Пий IX назначил Мартина Гривера-и-Куни епископом Перта.
Скончался 1 ноября 1886 года в городе Перт, Австралия.